# Дробета-Турну-Северин
Дробета-Турну-Северин (рум. Drobeta-Turnu Severin) — місто у повіті Мехедінць в Румунії, що має статус муніципію. Адміністративно місту підпорядковані такі села (дані про населення за 2002 рік):
- Гура-Веїй (1652 особи)
- Дудашу-Скелей (588 осіб)
- Скела-Кладовей (5458 осіб)

Місто розташоване на відстані 273 км на захід від Бухареста, 97 км на захід від Крайови.

## Населення
За даними перепису населення 2002 року у місті проживали 104 557 осіб.
Національний склад населення міста:
| Національність            | Кількість осіб | Відсоток |
| ------------------------- | -------------- | -------- |
| румуни                    | 103600         | 99,1 %   |
| цигани                    | 586            | 0,6 %    |
| угорці                    | 102            | 0,1 %    |
| німці                     | 75             | 0,1 %    |
| серби                     | 51             | < 0,1 %  |
| турки                     | 39             | < 0,1 %  |
| греки                     | 15             | < 0,1 %  |
| чехи                      | 14             | < 0,1 %  |
| росіяни-липовани          | 10             | < 0,1 %  |
| українці                  | 9              | < 0,1 %  |
| італійці                  | 9              | < 0,1 %  |
| євреї                     | 6              | < 0,1 %  |
| китайці                   | 5              | < 0,1 %  |
| поляки                    | 3              | < 0,1 %  |
| татари                    | 2              | < 0,1 %  |
| словаки                   | 1              | < 0,1 %  |
| вірмени                   | 1              | < 0,1 %  |
| не вказали національність | 4              | < 0,1 %  |

Рідною мовою назвали:
| Мова                  | Кількість осіб | Відсоток |
| --------------------- | -------------- | -------- |
| румунська             | 103867         | 99,3 %   |
| циганська             | 403            | 0,4 %    |
| угорська              | 83             | 0,1 %    |
| німецька              | 58             | 0,1 %    |
| сербська              | 47             | < 0,1 %  |
| турецька              | 32             | < 0,1 %  |
| чеська                | 11             | < 0,1 %  |
| російська             | 9              | < 0,1 %  |
| італійська            | 7              | < 0,1 %  |
| українська            | 5              | < 0,1 %  |
| китайська             | 5              | < 0,1 %  |
| грецька               | 4              | < 0,1 %  |
| татарська             | 2              | < 0,1 %  |
| польська              | 2              | < 0,1 %  |
| не вказали рідну мову | 2              | < 0,1 %  |

Склад населення міста за віросповіданням:
| Релігія                                       | Кількість осіб | Відсоток |
| --------------------------------------------- | -------------- | -------- |
| православні                                   | 103049         | 98,6 %   |
| римо-католики                                 | 445            | 0,4 %    |
| баптисти                                      | 244            | 0,2 %    |
| п'ятдесятники                                 | 178            | 0,2 %    |
| адвентисти                                    | 151            | 0,1 %    |
| греко-католики                                | 77             | 0,1 %    |
| бретрени                                      | 58             | 0,1 %    |
| мусульмани                                    | 57             | 0,1 %    |
| реформати                                     | 52             | < 0,1 %  |
| атеїсти                                       | 32             | < 0,1 %  |
| лютерани                                      | 27             | < 0,1 %  |
| юдеї                                          | 9              | < 0,1 %  |
| не релігійні                                  | 8              | < 0,1 %  |
| лютерани (Синодально-пресвітеріанська церква) | 7              | < 0,1 %  |
| лютерани (Аугсбурзького сповідання)           | 7              | < 0,1 %  |
| старообрядці                                  | 3              | < 0,1 %  |
| унітарії                                      | 2              | < 0,1 %  |
| не вказали релігію                            | 20             | < 0,1 %  |

## Відомі особистості
В поселенні народились:
- Крістіан Бушой (* 1978) — румунський політик і лікар.
- Ґеорґе Цицейка — засновник румунської математичної школи.